# Чайка (Дагестан)
Чайка  — упразднённый посёлок в Карабудахкентском районе Дагестана. На момент упразднения входил в состав Манаскентского поссовета. В 1980-е годы включен в состав рабочего посёлка Манаскент и исключен из учётных данных. После выделения, в 2005 году, из состава Манаскента поселка Манас, является частью последнего.

## Географическое положение
Располагался на западном берегу Каспийского моря, южнее устья реки Манасозень, на расстоянии приблизительно 3 км  по прямой к юго-востоку от посёлка Манас. Фактически представляет собой отдаленный жилой массив посёлка Манас при санатории «Каспий».

## История
Санаторий «Каспий» возник в 1930-е годы. Указом ПВС ДАССР от 27.12.1967 г. на базе дома отдыха зарегистрированы новый населённый пункт  — посёлок Чайка.
Но при переписи 1970 года он не выделен и по всей видимости население учтено в составе села Манаскент.
По данным на 1979 год учтен в составе Манаскентского поссовета Ленинского (сельского) района.